# Rummelsnuff
Rummelsnuff, seudónimo de Roger Baptist (Großenhain, 14 de julio de 1966), es un músico alemán que cultiva estilos como el electropunk y la canción obrera moderna.

## Biografía
Roger Baptist fue criado en el seno una familia de músicos. Su madre es la profesora de violín Renate Baptist, cantante en Gerd Michaelis Chor, además de pianista y violinista del popular cantante alemán Frank Schöbel. Su padre es el trombonista Peter Baptist, líder de la agrupación Peter Baptist Combo junto a Hartmut Schulze-Gerlach y Dieter Birr, de la longeva banda Puhdys. Creció cerca de Dresde y se formó como bajista durante su niñez y adolescencia. Desde muy temprana edad participó en la orquesta sinfónica de Großenhain.
A comienzos de la década de 1980, Roger Baptist comenzó a experimentar con modelos de sintetizadores antiguos, micrófonos, baterías, bajo y algunas grabadoras. Bajo la influencia de la banda de Leipzig, Die Art, decide formar en 1987 la banda Kein Mitleid, con composiciones principalmente en inglés. En 1989 se une a la banda underground de Dresde Freunde der italienischen Oper (FDIO) y como coautor junto a Jänz Dittschlag y R.J.K.K. Hänsch, escribiendo numerosas canciones que serían publicadas en los álbumes Um Thron und Liebe y Edle Einfalt Stille Größe. Tras la separación de FDIO, Baptist funda el proyecto EBM Automatic Noir. Este último estuvo activo hasta 1999, momento en el cual Roger Baptist decide tomar un largo receso creativo.
En 2004 y gracias a sus contactos y colaboraciones con el artista noruego Bjarne Melgaard, se da forma y diseño al personaje Rummelsnuff.
El mismo año, el antiguo cantante de FDIO, R.J.K.K. Hänsch, lo convence de dar un concierto especial, con motivo de su cumpleaños. Evento que se celebró finalmente en 2005 en el Palacio Kürlander de Dresde, donde junto a Kaltfront anunciaba públicamente su "renacimiento" como Rummelsnuff.
Roger Baptist trabajó como entrenador fisicoculturista y entre 2007 y 2014 fue portero del conocido Technoclub Berghain en Berlín.
Su primer álbum como Rummelsnuff fue lanzado en 2008 con el título de Halt' durch!, bajo el sello ZickZack Records. Ese mismo año se embarcó en una gira por Alemania, donde no solo destacó por su música, sino que también llamó la atención de productores, logrando actuar en algunos largometrajes.
En mayo de 2010, Rummelsnuff lanza su segundo disco titulado Sender Karlshorst, esta vez con el sello Out Of Line. Seguido de su primer DVD+EP Brüder / Kino Karlshorst. Este trabajo contiene diecinueve videoclips y una nueva versión de The Partisan de Anna Marly. Esta canción típica de la resistencia francesa era recitada por Christian Asbach, quien se convertiría en un colaborador frecuente desde entonces.
Rummelsnuff define su estilo como "Derbe Strommusik" o "Electropunk Callejero", himnos deportivos y de la canción popular obrera, así como sombrías baladas son parte de su repertorio. La mayoría de sus canciones están escritas en alemán, aunque existen ejemplos en otros idiomas como Hombres, Hombres en español, Salutare en rumano o Hammerfest en noruego. Además de numerosos covers en su lengua original, como Mongoloid de Devo, Nathalie de Gilbert Bécaud o la tradicional Azzurro de Italia.
En vivo es acompañado de diversos músicos que van rotando según la ocasión. Destacable es la participación del baterista Ralph Qno Kunze y Rajko Gohlke como guitarrista, antiguo bajista de FDIO y actualmente en Knorkator. También ha sido acompañado por el acordeonista Bernd Butz.
En 2013 lanza el álbum Kraftgewinn, con la colaboración de varios músicos, entre los que se encuentran los ya mencionados Christian Asbach y Rajko Gohlke, además de Bella B, King Khan, Häusi Eisenkumpel, Oleg Matrosov y Christian Magnusson.

## Discografía

### ConFreunde der italienischen Oper

#### Álbumes de estudio
- 1991: Um Thron und Liebe (LP, Par Excellence)
- 1997: Um Thron und Liebe (CD, Strandard63 / What's So Funny About)
- 1997: Edle Einfalt Stille Größe (CD, Strandard63 / What's So Funny About)
- 1997: Rare, seltene un rätselhafte Aufnahmen (Um Thron und Liebe / Edle Einfalt Stille Größe) (CD-Box, Strandard63 / What's So Funny About)

#### Recopilaciones
- 1992: Eine Eigene Gesellschaft mit Eigener Moral (CD, What's So Funny About)
- 2001: Musik in Deutschland 1950–2000 (CD-Box, RCA / Bertelsmann)
- 2006: Spannung Leistung Widerstand – Magnetbanduntergrund DDR 1979–1989 (CD, ZickZack)
- 2007: Kinder der Maschinenrepublik (CD)

### ConAutomatic Noir

#### Álbumes de estudio
- Automatic Noir (MC)
- Schwert und Schild (MC)
- 1997: Kaiserschnitt (CD, Noiseworks Records)

### ComoRummelsnuff

#### Álbumes de estudio
- 2008: Halt' durch! (CD, ZickZack / Indigo)
- 2010: Sender Karlshorst (CD, Out Of Line)
- 2011: Brüder / Kino Karlshorst (DVD+CD, Out Of Line)
- 2012: Halt' durch! (CD, Out Of Line)
- 2012: Himmelfahrt (CD, Out Of Line)
- 2013: Kraftgewinn (2CD, Out Of Line)
- 2016: Rummelsnuff & Asbach (2CD, Out Of Line)
- 2018: Salzig Schmeckt der Wind (2CD, Out Of Line)
- 2019: Von Anbeginn: Lehrjahre 04–06 (Casete, PGH Derbe Strommusik)
- 2019: Weltruf (Casete, PGH Derbe Strommusik)
- 2019: Asbach & Rummelsnuff (Casete, PGH Derbe Strommusik)

#### Sencillos y EP
- 2020: Interkosmos (CD, Rundling)
- 2020: Müllabfuhr (Digital, Out Of Line)

## Filmografía
- 2008: Morgen, ihr Luschen! Der Ausbilder-Schmidt-Film
- 2009: Phantom Party
- 2009: Phantomanie
- 2012: Rosas Welt – 70 neue Filme von Rosa von Praunheim
- 2013: Lose your head
- 2014: Temporal Power